# 니키타촌
니키타촌(新北村)은 사가현 사가군에 있던 촌이다. 현재의 사가시의 일부에 해당한다.

## 지리
사가군의 남동부에 위치했다.

## 역사
- 1889년 4월 1일 - 정촌제 시행에 의해 사가군 니키타촌이 성립하였다.
- 1955년 3월 1일 - 히가시카와소에촌과 합병, 정으로 승격해 모로도미정이 신설되어 폐지하였다.

## 참고문헌
- 角川日本地名大辞典 41 佐賀県
- 『市町村名変遷辞典』東京堂出版、1990年。